# Troll

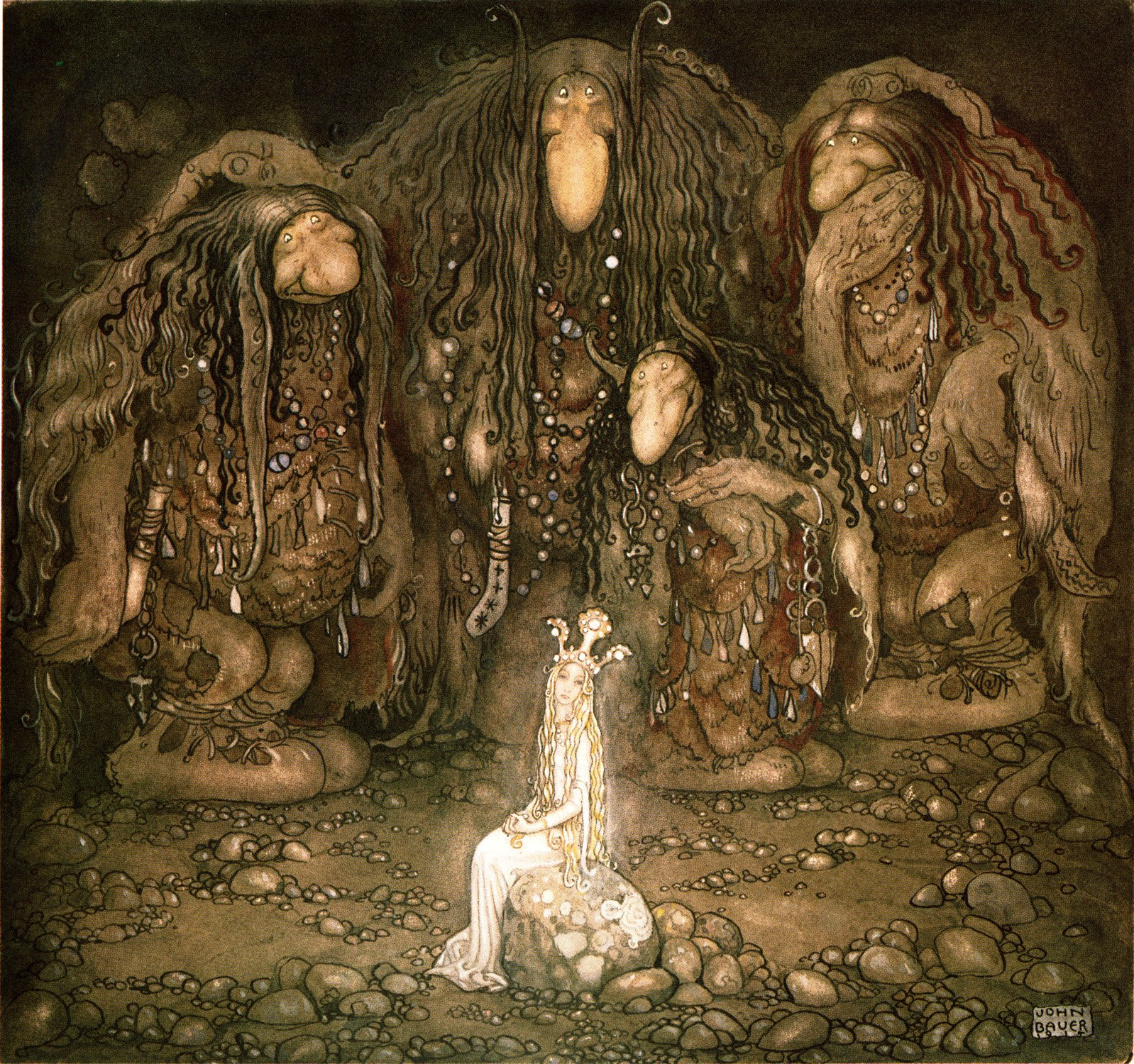
Hình minh họa về loài troll của (John Bauer, 1915).

Troll, người khổng lồ độc ác là nhân vật trong Thần thoại Bắc Âu được mô tả dưới dạng một loài sinh vật đáng sợ thuộc nhóm quái vật ăn thịt người. Ban đầu, thần thoại Bắc Âu mô tả nó như một kẻ Khổng lồ, mặc dù sau đó, các tác phẩm hội họa và ký họa thường mô tả nó với kích thước nhỏ hơn nhưng chúng vẫn được xếp vào loại những kẻ khổng lồ hiểm ác. Giống như quái vật ăn thịt người gọi là ogre của Anh (cũng thường được xếp loại người khổng lồ hiện giờ) – thường sống ở những nơi xa xôi hẻo lánh, giống người ở vùng hoang dã, sống dưới những ngọn đồi, Hang hoặc Núi. Trong đảo Faroe, Orkney và Shetland đã có những truyện cổ tích, về người khổng lồ gọi là troll, được kể trong tiếng Na-Uy vào thời của Người Viking.
Văn học Bắc-Âu, nghệ thuật và âm nhạc từ thời Chủ nghĩa lãng mạn đã miêu tả khác biệt về người khổng lồ – thường thuộc chủng tộc thổ dân bản xứ, được trời phú cho kích thước phi thường và đặc biệt là đôi tai và cái mũi to quá cỡ. Từ đó, đã có nhiều truyện cổ tích thần tiên như Three Billy Goats Gruff, quái nhân troll đã hình thành trong nhận thức hiện đại của công chúng, và là nhân vật tưởng tượng phổ biến trong văn học hiện đại và được ghép vô thành nhân vật trong các trò chơi điện tử.
Trong thời đại Internet, một con Internet troll, hay đơn giản là troll trong tiếng lóng Internet, là người đăng các thông điệp gây tranh cãi tại một cộng đồng trực tuyến chẳng hạn như diễn đàn thảo luận trực tuyến, với mục đích đặt bẫy để những người dùng khác bị xúc động hay kích động và phản ứng lại. Định nghĩa rộng hơn của khái niệm troll là người đăng các thông điệp với mục đích chính là phá rối hoặc phá vỡ một cộng đồng Internet.

## Lịch sử

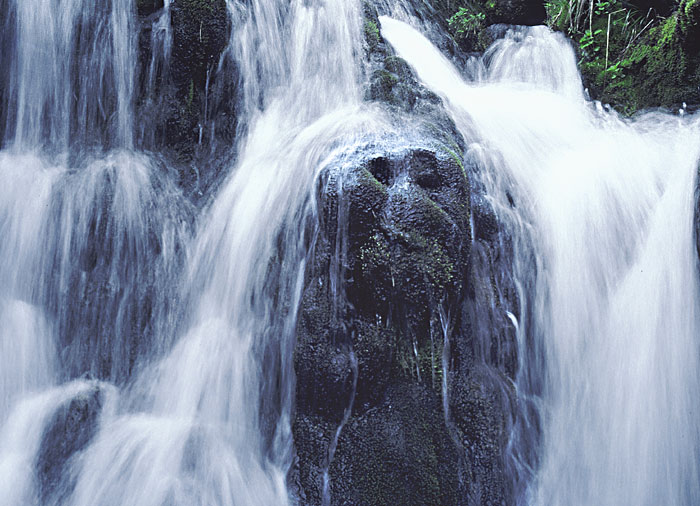
Chỗ đá sần sùi dạng người đàn ông là đặc trưng có thể giải thích tại sao truyện cổ tích dân gian như troll bị biến thành đá bởi ánh sáng hoặc Lời nguyền. Những cục đá này chỉ có thể thấy ở Hamaroy, Na Uy.

Từ dùng troll đã được phát triển qua thời gian. Nó có thể có nghĩa gốc là Siêu tự nhiên hoặc ma thuật và tùy theo từng nơi mà từ troll sẽ có nghĩa khác nhau nhưng chung lại điều có nghĩa tâm địa độc ác, rất nguy hiểm và liên quan tới phép thuật, troll có thể có nghĩa như những vật thể nguyền bí, bao gồm người khổng lồ trong huyền thoại Bắc Âu.
Từ tối nghĩa gốc về troll có khi được xuất hiện trong các tác phảm văn học của Bắc Âu. Có thể được xếp vô loại sjötrollet (Troll biển) như là từ cùng nghĩa với havsmannen (Người đàn ông biển) – là người canh giữ linh hồn của biển và gần giống như nam nhưng là bản sao của nữ sjörå (xem huldra).
Trong Skáldskaparmál, nhà thơ Bragi Boddason đã gặp người đàn bà viết về bài thơ thuộc Thời Bắc Âu cũ): 
| Troll kalla mik tungl sjötrungnis, auðsug jötuns, élsólar böl, vilsinn völu, vörð náfjarðar, hvélsvelg himins – hvat's troll nema þat? Tiếng gốc | They call me Troll; Gnawer of the Moon, Giant of the Gale-blasts, Curse of the rain-hall, Companion of the Sibyl, Nightroaming hag, Swallower of the loaf of heaven. What is a Troll but that? Tiếng Anh | Họ gọi tôi là Troll; cặn bã của Mặt Trăng, Tên khổng lồ của sự nổ tung, Lời nguyền của cơn bão, Người bạn của Bà Đồng Cốt, Ác mộng của mọi nhà, Kẻ phàm ăn nơi dương thế, Còn gì là troll ngoài những thứ trên đây? Tiếng Việt |

Các nhiều địa điểm được đặt tên bằng Troll nhất là trong Scandinavia và các phố của Thụy Điển như Trollhättan và ngọn núi Truyền thuyết Trollkyrka (nhà thờ Troll). Những địa danh nổi tiếng nhất Na Uy mang tên Troll là Trollfjorden, Trollheimen, Trollhetta, Trollstigen, Trolltindan và Trollveggen.